# Allá lejos y hace tiempo (película de 1978)
Allá lejos y hace tiempo es una película de Argentina filmada en Eastmancolor dirigida por Manuel Antin sobre el guion de Mario Reynoso según el relato autobiográfico homónimo de Guillermo Enrique Hudson que se estrenó el 5 de mayo de 1978 y que tuvo como actores principales a Juan José Camero, Gianni Lunadei, Leonor Manso y Dora Baret.
El guion utiliza también fragmentos de los cuentos de Hudson, El ombú, La confesión del peregrino y El niño Diablo. Otra versión de la misma novela fue dirigida en 1969 por Ricardo Becher en Argentina, pero nunca fue estrenada porque no se realizaron la traducción y el montaje que estaba a cargo de los productores estadounidenses. 
La película estadounidense Green Mansions (Mansiones verdes o La flor que no murió) dirigida en 1959 por Mel Ferrer también está basada sobre una novela de Hudson que da su nombre al filme.

## Sinopsis
La infancia de Hudson en la Pampa y su encuentro con la naturaleza.

## Reparto
- Juan José Camero
- Gianni Lunadei
- Alejandro Lunadei
- Leonor Manso
- Dora Baret
- Walter Santa Ana
- Osvaldo Terranova
- Ariel Keller
- Jorge Sassi
- Augusto Kretschmar
- Augusto Larreta
- Rodolfo Brindisi
- Susú Pecoraro
- Horacio Denner
- Inés Murray
- Mercedes Obligado
- Enrique Vargas
- Aldo Calzetta
- Alejandro Lunadei
- Enrique Alonso
- Rita Terranova

## Comentarios
Clarín dijo:

«El misterio de lo sobrenatural en un film de excelentes interpretaciones y depuradas imágenes, dotado de singular coherencia.»

Manrupe y Portela escriben:

«Autobiografía del célebre escritor argentino, llevada al cine por segunda vez en una adaptación excesivamente literaria.»